# W 63 minuty dookoła świata
W 63 minuty dookoła świata – drugi album studyjny polskiego zespołu hip-hopowego Kaliber 44 wydany 2 marca 1998 nakładem oficyny S.P. Records. Ostatnia płyta grupy z Magikiem w składzie, pierwsza z DJ-em Feel-X-em jako oficjalnym członkiem. Różniła się znacząco stylistycznie od poprzedniej poprzez odejście od psychorapu i zarzucenie odwołań do nastroju grozy. Znaczną popularnością cieszył się utwór „Film” wydany na zatytułowanym tak singlu, notowany na listach przebojów Polskiego Radia Szczecin i Programu Trzeciego PR. Nagrania uzyskały certyfikat złotej płyty.
Utwory: „Suczka”, oraz „Dziedzina” zostały wykorzystane w niezależny filmie dramatycznym, Że życie ma sens. Na ścieżce dźwiękowej filmu znajdował się jeszcze jeden utwór zespołu, z poprzedniego albumu – „Moja obawa (bądź a klęknę)”.
W 1998 roku album uzyskał nominację do nagrody polskiego przemysłu fonograficznego Fryderyka w kategorii „najlepszy album rap/hip-hop”, jednakże krążą pogłoski, iż zespół odmówił wręczenia nagrody co można wywnioskować z tekstu utworu „Dziedzina”. 

## Lista utworów
Opracowano na podstawie materiału źródłowego.
Album
1. „Suczka” – 3:27[A]
2. „Gruby czarny kot (on przebiegł nam drogę, a chuj mu w dupę nawet 13 w piątek)” – 3:50[B]
3. „Kontem O.K.” – 4:19
4. „Film” – 5:16[C]
5. „Pierwszy kot” – 0:49
6. „Dziedzina” – 6:35
7. „C.Z.K.” – 3:36
8. „D.J. Feel-X” – 5:30
9. „Dziękuję moim MC” – 0:38
10. „Może tak, może nie (Kobi Rmx)” – 5:02
11. „Międzymiastowa” – 1:56
12. „Intro Dab” – 1:18
13. „Abradababra” – 4:24
14. „Psy” – 4:44
15. „Drugi kot” – 0:43
16. „Może tak, może nie” – 4:58
17. „Jeszcze więcej MC” – 5:31
18. „0:22” – 0:22

Notatki
- A^ W utworze wykorzystano sample z piosenki „#1 Crush” w wykonaniu Garbage[13].
- B^ W utworze wykorzystano sample z piosenki „You Do Something to Me” w wykonaniu Franka Sinatry[13].
- C^ W utworze wykorzystano sample z piosenek „Yesterdays” w wykonaniu Andrzeja Kurylewicza, Ryszarda Garbienia i Ryszarda Szumlicza oraz „Dzieci Taty Abecadła (Part 2)” w wykonaniu Jadwigi Kozieradzkiej[13].

## Twórcy
Opracowano na podstawie materiału źródłowego.

- Piotr „Magik” Łuszcz – wokal (2, 4, 6, 8, 10, 14, 16–17), produkcja, słowa
- Michał „Joka” Marten – wokal (2–4, 6, 8, 10–11, 14, 16–17), słowa, produkcja
- Marcin „AbradAb” Marten – wokal (2, 4, 6–8, 10, 13–14, 16–17), słowa, produkcja
- Sebastian „DJ Feel-X” Filiks – skrecze, produkcja
- Sławomir Pietrzak – gitara basowa
- Kobas „Kobi-Łan-Kanobi” Laksa – opracowanie graficzne, produkcja (10)
- Jacek Gładkowski – mastering
- Wojtek Przybylski – mastering
- Zbyszek Malecki – mastering
- Grzegorz Zawada – realizacja nagrań
- Michał Kuczera – realizacja nagrań